# Sebastian Schulze
Sebastian Schulze (* 1991 in Sigmaringen) ist ein deutscher Schauspieler.

## Leben und Karriere
Schulze wuchs in der Nähe von Stuttgart auf und studierte von 2016 bis 2020 an der Hochschule der Künste Bern. Er gastierte neben und nach dem Studium an den Bühnen Bern (u. a. Mann ohne Eigenschaften 2018), am Theater Basel (Rot und Schwarz 2020), und als Edmund am Luzerner Theater (King Lear 2021). Seit der Spielzeit 22/23 ist er fest am Staatstheater Darmstadt engagiert.
Neben seiner Tätigkeit am Theater ist er immer wieder an Film- und Fernsehproduktionen sowie an Hörspielen beteiligt. 2021 spielte er eine der Hauptrollen in dem polnischen Drama „Faggots“, welches auf zahlreichen internationalen Festivals ausgezeichnet wurde. Im Jahr 2024 feierte er mit dem Film Abendland dessen Weltpremiere im Rahmen der Berlinale und im gleichen Jahr mit Im Rosengarten auf dem Filmfest in München.

## Filmografie (Auswahl)
Filme
- 2021: Katzenjammer (Kurzfilm)
- 2021: Man sieht nicht weit in der Dunkelheit (Kurzfilm)
- 2021: Faggots
- 2024: Abendland
- 2024: Im Rosengarten

Serien
- 2024: Tatort: Dein gutes Recht
- 2024: Tatort: Murot und das 1000-jährige Reich